# Mendigorría
Mendigorría là một đô thị trong tỉnh và cộng đồng tự trị Navarre, Tây Ban Nha. Đô thị này có diện tích là 39,1 ki-lô-mét vuông, dân số năm 2009 là 1062 người với mật độ người/km²